# Königsfeld (Saxônia)
Königsfeld é um município da Alemanha, situado no distrito de  Mittelsachsen, no estado da Saxônia. Tem 28,29 km² de área, e sua população em 2019 foi estimada em 1.391 habitantes.